# 和碩特北右末旗
和碩特北右末旗是青海蒙古的一旗，俗稱“庫魯克札薩、可魯札薩、柯魯溝扎薩”。顧實汗之裔。雍正三年授札薩克一等台吉，世襲。佐領二。牧地在布喀河源沙爾諾爾之西。東至色爾柯克達巴，南至察罕陀羅海，西至薩爾魯克，北至庫爾魯克。布喀河在青海西，源出青海西北阿木尼厄枯山南，名喀喇錫納河，南流與英額池水會。池周一百五十餘里，其水東南流，會於喀喇錫納河。復東南流，至天沁察罕峰北，與沙爾諾爾水會，即所稱善池也。諾爾周六十餘里，其水東流，至天沁察罕峰前，亦入喀喇錫納河，又東流，受北來之羅子河、西爾哈河。又東，受北來之濟拉瑪爾台河，乃名布喀河。又東流注青海。其河受六大水，岸闊流深，夏月人不可渡。青海左右諸水，無有大於此者。

## 沿革
札萨克一等台吉游牧。墨尔根台吉第六子额琳沁达什，初封固山贝子，晋多罗贝勒。以附罗卜藏丹津叛，削爵。有子三。雍正三年(1725年)，授次子达玛琳色布腾札萨克一等台吉。乾隆十四年(1749年)卒，无嗣。弟博贝袭，二十五年(1760年)卒，无嗣。诏以额琳沁达什长子巴特玛色布腾之子旺札勒袭。四十七年(1782年)，诏世袭罔替。

## 歷任札薩克
| 世代   | 姓名         | 襲爵年份     | 註釋                                                                           |  |
| ------ | ------------ | ------------ | ------------------------------------------------------------------------------ |  |
| 初 封  | 達瑪璘色布騰 | 雍正三年     | 和碩特族，貝勒納木扎勒從子。雍正三年，授扎薩克一等台吉。乾隆十四年，卒。       |  |
| 一次襲 | 博貝         | 乾隆十五年   | 達瑪璘色布騰弟。乾隆十五年，授扎薩克一等台吉。二十年，卒。                     |  |
| 二次襲 | 旺扎勒       | 乾隆二十年   | 博貝從子。乾隆二十年，襲扎薩克一等台吉。三十年，卒。                           |  |
| 三次襲 | 根敦扎布     | 乾隆三十年   | 旺扎勒長子。乾隆三十年，襲扎薩克一等台吉。四十七年，詔世襲罔替。五十四年，卒。 |  |
| 四次襲 | 固木扎布     | 乾隆五十四年 | 根敦扎布長子。乾隆五十四年，襲扎薩克一等台吉。咸豐四年，卒。                   |  |
| 五次襲 | 察哈巴克     | 咸豐四年     | 固木扎布子。咸豐四年，襲。                                                     |  |
| 六次襲 | 索諾木端多布 | 光緒二十七年 | 光緒二十七年，襲。                                                             |  |
| 七次襲 | 索南丹主     |              | 或作索南丹主、索南丹朱、索南丹增，民國25年卒                                   |  |
| 八次襲 | 阿格雅       | 民國27年     | 左翼盟長索諾恩旺吉勒派充。                                                     |  |